# Сен-Кантен (округ)
Сен-Кантен (фр. Saint-Quentin) — округ (фр. Arrondissement) во Франции, один из округов в регионе О-де-Франс. Департамент округа — Эна. Супрефектура — Сен-Кантен.
Население округа на 2018 год составляло 127 944 человека. Плотность населения составляет 126 чел./км². Площадь округа составляет 1 078 км².

## Состав
Кантоны округа Сан-Кантен (после 22 марта 2015 года):
- Боэн-ан-Вермандуа
- Рибмон
- Сен-Кантен-1
- Сен-Кантен-2
- Сен-Кантен-3

Кантоны округа Сан-Кантен (до 22 марта 2015 года):
- Боэн-ан-Вермандуа
- Верман
- Ле-Катле
- Мои-де-л’Эн
- Рибмон
- Сен-Кантен-Север
- Сен-Кантен-Центр
- Сен-Кантен-Юг
- Сен-Симон